# Захаров, Виталий Фёдорович
Виталий Федорович Захаров (29 января 1923, Емельяновка, Крымская АССР — 15 октября 2007, Киев) — советский партийный и государственный деятель, генерал-лейтенант милиции.

## Биография
Родился 29 января 1923 года в селе Емельяновка (теперь Нижнегорского района Автономной Республики Крым).
С июня 1941 по декабрь 1947 года и на протяжении 1951—1953 годы служил в Советской Армии. Участник Великой Отечественной войны.
В 1947—1952 годах работал в партийных и советских органах. В 1943 году окончил Военно-авиационную школу пилотов, в 1959 году — Высшую партийную школу МВД СССР.
С 1962 года — на службе в органах внутренних дел. С 1965 года — начальник УВД Крымского облисполкома. С 1973 года — начальник УВД Киевского горисполкома, в том же году назначен на должность заместителя Министра внутренних дел УССР — начальник УВД Киевского горисполкома. На протяжении 1980—1983 годы — начальник Киевской высшей школы МВД УССР. В сентябре 1983 года уволен в отставку по возрасту.
Умер 15 октября 2007 года. Похоронен в Киеве на Байковом кладбище (участок № 33).

## Научная деятельность
Кандидат юридических наук, профессор кафедры административной деятельности Национальной академии внутренних дел Украины.
Опубликовал 62 научные работы, 5 монографий и учебных пособий по вопросам охраны общественного порядка, оперативно-розыскной деятельности и борьбы с преступностью.
Главный редактор журнала «Право та суспільство» (2004–2006). Принимал участие у подготовке «Міжнародної поліцейської енциклопедії» (т. 1–3, Киев, 2003–2006).

## Награды
Награждён двумя орденами Трудового Красного Знамени, орденом Октябрьской Революции, медалью «Защитник Отечества», Почётной грамотой Президиума Верховного Совета УССР, отличием МВД Украины «Крест Славы» и 26 другими наградами, в частности Монголии, Северной Кореи, Польши и Болгарии.